# Thinobius pallidus
Thinobius pallidus är en skalbaggsart som beskrevs av Thomas Casey 1889. Thinobius pallidus ingår i släktet Thinobius och familjen kortvingar. Inga underarter finns listade i Catalogue of Life.